# 2007年9月

## 9月30日
- 厄瓜多尔大选，执政的左翼党派“主权祖国联盟运动”在大选中获胜。新华网 Archive.today的存檔，存档日期2013-04-28
- 非盟驻苏丹达尔富尔地区维和部队遇袭，数十人伤亡及失踪。解放网[]
- 2007年緬甸反軍政府示威：
  - 教宗本篤十六世表示「深感不安」，並希望是次「嚴重事件」能和平解決。國際先驅論壇報（页面存档备份，存于）
  - 聯合國特使與被軟禁的民主運動領袖昂山素季會面。法新社
- 台灣民進黨全國黨員代表大會中，正常國家決議文的游锡堃版本未通過，而由陳水扁的共識版通過。yahoo奇摩[]中時電子報[永久]
- 2007年女子世界盃足球賽决赛，德国队战胜巴西队，成为国际足联女足赛事上首个卫冕冠军。中国新闻网
- 埃塞俄比亞老將格布雷塞拉西以2小時4分26秒的成績打破了馬拉松世界紀錄。紐約時報（页面存档备份，存于） 新华网（页面存档备份，存于）
- 中华人民共和国国务院举行国庆招待会，庆祝中华人民共和国成立58周年。新华网（页面存档备份，存于）

## 9月29日
- 2007年緬甸反軍政府示威：
  - 联合国缅甸事务特使易卜拉西姆·甘巴里抵达缅甸，将就结束武力镇压僧侣抗议示威与军政府进行会谈。BBC中文网（页面存档备份，存于）
  - 世界糧食計劃（WFP）周六指出，緬甸軍政府一度阻止或限制聯合國人員向爆發示威的城市派發糧食，50萬名貧困人口恐受影響。香港YAHOO新聞 星島日報（页面存档备份，存于）
  - 全球包括香港等多個城市舉行集會，聲援緬甸民眾。BBC中文網（页面存档备份，存于）
- 上海虹橋機場至東京國際機場的定期航班開通。分別由中國東方航空、上海航空、日本航空、全日空運行，每日往返各一班。讀賣新聞
- 英國環境、食品和鄉村事務部說，檢測結果和流行病學研究表明，藍舌病已開始在東英格蘭流行。明報即時新聞
- 一度牵涉在朝鲜资金问题中的澳门汇业银行获澳门特区政府撤销特别干预措施，让银行股东恢复行使管理权。BBC中文网（页面存档备份，存于）
- 世界上第一個全面運作的核電廠、位於英國坎布里亞郡的科爾德霍爾核電廠（Calder Hall nuclear power station）被爆破拆卸。明報即時新聞 BBC中文网（页面存档备份，存于）
- 伊朗國會通過決議案，把美國中情局及美軍列為恐怖組織，以回敬美國國會較早時決議要求國務院把伊斯蘭革命衛隊列為恐怖組織。另外伊朗各界都對總統艾哈邁迪內賈德在哥倫比亞大學受到的待遇表示憤慨。明報即時新聞明報即時新聞

## 9月28日
- 2007年緬甸反軍政府示威：
  - 美國宣佈對緬甸軍政府官員實施入境禁令。BBC（页面存档备份，存于）
  - 緬甸軍政府封鎖互聯網。曼谷郵報
- 欧洲空间局宣布，根据太阳与日光层观测卫星（SOHO）传回的数据，欧航局证实新发现一颗周期彗星。新华网
- 美国国防部导弹防御局宣布，美国当天成功地在太平洋上空进行了一次陆基导弹拦截试验。新华网 Archive.today的存檔，存档日期2013-04-28
- 飓风“洛伦索”早上在墨西哥东部韦拉克鲁斯州登陆，已造成至少3人死亡。新华网 Archive.today的存檔，存档日期2013-04-28
- 巴基斯坦最高法院裁定，允许现任总统佩尔韦兹·穆沙拉夫在保留军职的情况下参选总统。新华网 Archive.today的存檔，存档日期2013-04-28
- 美国国家安全委员会发言人约翰德罗表示，美国总统布什批准向朝鲜提供2500万美元的能源援助，用于购买5万吨重油并将其运送到朝鲜。新华网（页面存档备份，存于）
- 国际货币基金组织选举多米尼克·斯特劳斯-卡恩为该组织新总裁，接替因“个人原因”辞职的罗德里戈·拉托。新华网（页面存档备份，存于）

## 9月27日
- 2007年緬甸反軍政府示威：
  - 美国总统布什签署行政命令，宣布对缅甸实施新的制裁。新浪网（页面存档备份，存于）
  - 超過一萬名緬甸人在最大城市仰光示威，緬甸當局再開槍，有日本記者被殺。明報即時新聞
- 新組成的日本內閣再傳醜聞，文部科學大臣渡海紀三朗和防衛大臣石破茂出現了「政治與資金」問題。首相福田康夫早上在分別會見他們，要求他們誠實地向國民作出說明。明報即時新聞
- 美国多家公司分别宣布，回收多种含铅量过高的中国制造玩具和其它产品。BBC中文网（页面存档备份，存于）
- 第六轮六方会谈第二阶段会议在北京钓鱼台国宾馆开幕。新华网 Archive.today的存檔，存档日期2013-04-28

## 9月26日
- 2007年緬甸反軍政府示威：
  - 緬甸當局對示威群眾武力鎮壓，至少有四人死亡，一百人受傷。大約二百～三百人被捕，半數是僧人。明報即時新聞
  - 鉴于缅甸局势动荡，联合国秘书长潘基文派遣前联合国副秘书长易卜拉西姆·甘巴里作为特使访问缅甸。新华网 Archive.today的存檔，存档日期2012-07-14
- 越南南部位于芹苴市与永隆省之间的一座正在建设中的大桥突然坍塌，已造成至少60人死亡，另有约100人死亡或失踪。新浪网（页面存档备份，存于）
- 通用汽車罷工在勞資雙方達成協議的情況下宣佈結束。明報即時新聞[]

## 9月25日
- 联合国安理会通过1778号决议，向乍得和中非共和国部署维和部队。新华网 Archive.today的存檔，存档日期2013-04-28
- 美国海军新型DDG1000级驱逐舰开始建造。人民网（页面存档备份，存于）
- 美国海军开始接收EA-18G“咆哮者”电子攻击机。人民网（页面存档备份，存于）
- 乌克兰国防部计划将新型“屏障”主动防护系统和“诺泽”先进反应装甲防护系统装备到现役的T-64BM Bulat主战坦克上。新华网（页面存档备份，存于）
- 印度国大党主席索妮亚·甘地夫人下月访问中国。新华网 Archive.today的存檔，存档日期2013-04-28
- 福田康夫当选日本第91任首相，並组成新内阁：町村信孝改任内阁官房长官，高村正彦改任外相，石破茂任防卫大臣。凤凰网新华网 Archive.today的存檔，存档日期2013-04-28
- 伊朗總統艾哈邁迪內賈德在聯合國大會演說，指伊朗核問題已經結束，批評西方國家企圖剝奪伊朗使用核能權利。明報即時新聞
- 2007年緬甸反軍政府示威：緬甸當局在昨日有十萬人在最大城市仰光示威後，警告僧侶停止反政府示威，並派出廣播車，警告人民不要參與遊行。但遊行如常舉行。明報即時新聞 1明報即時新聞 2衛報（页面存档备份，存于）

## 9月24日
- 俄罗斯新一届政府内阁成员名单公布。大洋网
- 中國農業部獸醫局官員說，中國豬藍耳病疫情傳到越南和緬甸的說法無事實依據。明報即時新聞
- 赴美參加聯合國大會的伊朗總統艾哈邁迪內賈德在美國紐約市哥倫比亞大學演講，堅持質疑猶太人大屠殺的權利並否认國內有同性戀者。CNN（页面存档备份，存于）

## 9月23日
- 福田康夫当选日本自民党第22任总裁。 新浪网（页面存档备份，存于）
- 默克尔首次在德国以总理身份会见流亡的西藏精神领袖达赖喇嘛。BBC中文网（页面存档备份，存于）
- 2006年上海社保基金挪用案第一批案犯在吉林省长春市被宣判。网易

## 9月22日
- 緬甸自八月以來的反軍政府示威已經擴大到佛教僧侶。今日被軟禁多年的民主領袖翁山蘇姬亦在門前向他們致意。明報即時新聞自由電子報
- 秘鲁前总统藤森謙也乘坐秘鲁警方的飞机离开智利首都圣地亚哥，被引渡回秘鲁首都利马。新浪网（页面存档备份，存于）
- 在150多個國家代表經4個多小時辯論後，聯合國全體會議依然決定台灣「入聯案」不列入本屆會議議程。美國、日本、加拿大等代表未在辯論上發言。明報（页面存档备份，存于）自由電子報
- 美泰兒發表聲明指出有關報導道歉之事是「搞錯重點」。自由電子報
- 经国务院、中央军委批准，中国将在海南省文昌市建设新航天发射场。新华网（页面存档备份，存于）

## 9月21日
- 位于美国多佛的特拉华州立大学发生校园枪击案。凤凰网
- 日本「產經新聞」自北京報導，天津市郊外的商人回收使用過的衛生筷，以硫磺藥劑漂白後未經高溫消毒就再度出售使用。自由電子報
- 美國玩具商美泰兒執行副總裁迪博洛斯基在與中國國家質量監督檢驗檢疫總局局長李長江會面時，當面向其道歉，並坦承自己設計不當。自由電子報
- 美國消費品安全委員會宣布，因设计缺陷将召回100万张中国产婴儿床。東森新聞報（页面存档备份，存于） 新华网自由電子報
- 台灣檢方認定前行政院長謝長廷及蘇貞昌特別費均因公支用，沒有貪污事實，做出不起訴處分。自由電子報[]

## 9月20日
- 美国仲裁協會认定车手弗洛伊德·兰迪斯服用禁药罪名成立，判禁赛两年和剥夺2006年環法自行車賽冠军。 搜狐[]路透[]
- 国际奥林匹克委员会证实，2008年北京奧運聖火将不经过台北。Yahoo[]新浪网（页面存档备份，存于）東森新聞報維基新聞 第29届奥林匹克运动会组织委员会
- 港澳商人何鸿燊以6910万港元购得圆明园马首铜像，并决定将其捐赠给中国政府。新华网 Archive.today的存檔，存档日期2013-04-28
- “基地”组织领导人本·拉登在一份最新录像中，公开呼吁巴基斯坦人民“反抗”总统穆沙拉夫。新华网 Archive.today的存檔，存档日期2013-04-28

## 9月19日
- 美国新闻主播丹·拉瑟向前东家哥伦比亚广播电视公司提起7000万美元的巨额索赔。人民网（页面存档备份，存于）
- 聯合國總務委員會決定不將「台湾申请加入联合国」議案納入議程。自由電子報[]

## 9月18日
- 第62届联合国大会会议在纽约联合国总部开幕。中新网（页面存档备份，存于） 新浪网（页面存档备份，存于）
- 英國北岩銀行出現擠兌情況後，英倫銀行宣佈為英國銀行界提供更多資金，以穩定市場。BBC中文網（页面存档备份，存于）
- 尼泊尔共产党 (毛派)宣布退出临时政府。新華社（页面存档备份，存于）

## 9月17日
- 英格兰南部萨里郡埃格姆地区出现新口蹄疫疫情。新华网
- 沙特阿拉伯向英国购买72架台风多用途战斗机。新华网（页面存档备份，存于）
- 美国总统布什提名来自纽约的前联邦法官迈克尔·穆凯西为新任司法部长，接替8月27日宣布辞职的冈萨雷斯。搜狐（页面存档备份，存于）
- 乌克兰政府为切尔诺贝利核电站新建钢铁防护外层。新华网 Archive.today的存檔，存档日期2013-04-28
- 希腊现任总理，执政党领导人卡拉曼利斯宣布在新一届议会选举中获胜。新华网
- 全国人民大会党领导人埃内斯特·巴伊·科罗马在塞拉利昂总统选举中获胜。新华网（页面存档备份，存于）

## 9月16日
- 泰国One Two-Go航空269號班機在降落布吉國際機場時墜毀，88人死亡42人受伤。CNN中国日报（页面存档备份，存于）

## 9月15日
- 台灣入聯、返聯大遊行分別在高雄市與台中市舉行。自由電子報自由電子報自由電子報

## 9月14日
- 俄罗斯联邦总统普京签署总统令，任命维克托·祖布科夫为俄政府总理。新华网
- 日本“月亮女神”绕月探测卫星搭乘H2A-13火箭，从种子岛宇宙中心顺利升空，开始了它为期一年的探月之旅。新华网（页面存档备份，存于）

## 9月13日
- 薩爾瓦多發生地震。明報
- 中国国防部长曹刚川会见来访的法国海军参谋长德·丹维尔。新华网
- 中国国家预防腐败局正式揭牌，马馼兼任首任局长。新华网 Archive.today的存檔，存档日期2013-04-28
- 美國國防部國防安全合作署宣布，將對台灣出售12架P-3C反潛機以及144枚標準二型飛彈。自由電子報
- 美国总统布什发表全国电视讲话，宣布从伊拉克部分撤军计划。新华网 Archive.today的存檔，存档日期2013-04-28

## 9月12日
- 英格兰南部萨里郡出现新口蹄疫疫情，欧盟恢复对英国的进口禁令。新华网 Archive.today的存檔，存档日期2013-04-28
- 土耳其与阿古斯塔·韦斯特兰公司合作生产30架A-129“国际猫鼬”攻击直升机。千龙网
- ARH-70直升机项目获得参议院新拨款。搜狐[]
- 俄罗斯总理弗拉德科夫辞职，并获得总统弗拉基米尔·普京的批准。中国日报（页面存档备份，存于）普京随后提名维克托·祖布科夫为总理候选人。北方网（页面存档备份，存于）
- 印度尼西亞蘇門答臘島沿海先后發生芮氏規模8.2級的強烈地震，全印度洋發布海嘯警報。CNN BBC（页面存档备份，存于） NHK[]
- 菲律賓前總統埃斯特拉達被控嚴重貪污罪名成立，被馬尼拉反貪污法庭判處終身監禁。法新社 Archive.today的存檔，存档日期2012-07-01
- 日本首相安倍晉三宣佈請辭。CNN

## 9月11日
- 埃塞俄比亞人按照他們的曆法慶祝2000年的來臨。法新社（页面存档备份，存于）
- 俄羅斯宣布「炸彈之父」實驗成功。澳洲廣播公司（页面存档备份，存于）
- 繼早前發放錄影帶以後，領袖在911事件六周年當日又發表了錄影講話。路透社（页面存档备份，存于）

## 9月10日
- 英国护照拟移除王室徽章。京华网
- 2007年女子世界杯足球赛在中国上海虹口足球场拉开帷幕。新浪网（页面存档备份，存于）
- 俄羅斯向印度尼西亞提供苏-27SKM和苏-30MK2各3架。鳳凰網
- 北歐航空1209號班機在丹麥北部的奥尔堡机场紧急着陆后起火，11名乘客受轻伤。VG（页面存档备份，存于）新华网 Archive.today的存檔，存档日期2013-04-28
- 哥伦比亚最大贩毒集团北方卡特尔（英语：Norte del Valle Cartel）的主要头目蒙托亚·桑切斯（英语：Diego León Montoya Sánchez）当天清晨在西部考卡山谷省被该国陆军部队抓获。新华网（页面存档备份，存于）

## 9月9日
- 阿萨法·鲍威尔在国际田联大奖赛意大利站男子百米比赛中再创辉煌，跑出9秒74的优异成绩，刷新了自己保持的世界纪录。BBC中文网（页面存档备份，存于）
- 亚太经济合作组织领导人非正式会议在悉尼闭幕，与会各国促请多哈回合貿易談判尽快进入最后阶段。BBC中文网（页面存档备份，存于）

## 9月8日
- 日本新任总务大臣增田宽也承認卷入政治獻金丑聞，但拒絕辭職。新華網 Archive.today的存檔，存档日期2013-04-28
- 罗马天主教教皇本笃十六世访问奥地利时敦促欧洲人多生孩子，譴責墮胎行為。21CN
- 第64届威尼斯国际电影节闭幕，李安的《色，戒》夺得最佳影片金狮奖。腾讯娱乐（页面存档备份，存于）

## 9月7日
- 美国总统布什表示，如果朝鲜最终放弃核武计划，那么美国愿意考虑与朝鲜签订正式和平条约。北京青年报
- 德国巴伐利亚州再现禽流感疫情。21cn
- 俄羅斯总统弗拉基米尔·普京和澳大利亞总理約翰·霍華德签署澳大利亚向俄罗斯提供核原料的贸易协议。人民網（页面存档备份，存于）
- 日本新农林水产大臣若林正俊又被指深陷政治献金丑闻。人民網（页面存档备份，存于）
- 凌晨1時51分，台灣宜蘭南澳外海75公里處發生芮氏規模6.6級的地震，台灣各地均可感受到規模不同的震度。自由時報[]
- 在“911”恐怖袭击事件六周年纪念日前夕，“基地”组织领导人奥萨玛·本·拉登通过录像发表了一篇《告美国人民书》。新华网（页面存档备份，存于）

## 9月6日
- 中国人事任免，任命中共中央纪委副书记马馼兼任中国国家预防腐败局局长，于幼军任文化部副部长，党组书记。新华网稿源
- 美國職棒舊金山巨人隊球員貝瑞·邦茲以762支全壘打再次創造美國職棒全壘打最新記錄。

## 9月5日
- 美國演員，前參議員费雷德·汤普森宣布角逐共和黨2008年美國總統競選黨內提名。新華網新華網 Archive.today的存檔，存档日期2013-04-28
- 日本的內閣新任环境大臣鸭下一郎因為政治資金報告的不當疏失致歉。人民網（页面存档备份，存于）
- 美軍A-10C對地攻擊機首次實戰部署。人民網（页面存档备份，存于）
- 台灣《中國時報》報導，針對聯合國秘書長潘基文與秘書處表示「台灣是中華人民共和國的一部分」一事，美國政府已致函聯合國總部，明確表達不接受此一說法。中時電子報[永久]東森新聞報（页面存档备份，存于）聯合電子報新浪網新聞（页面存档备份，存于）東森新聞報（页面存档备份，存于）

## 9月4日
- 伊朗前總統拉夫桑贾尼当选为新任伊朗专家会议主席。新華網（页面存档备份，存于）
- 中俄“合作－2007”联合反恐演习在莫斯科开始举行。新华网
- 颶風“费利克斯”进入中美洲，有可能造成灾难性破坏。BBC（页面存档备份，存于）
- 英國官員私下向中國投訴，稱發現塔利班用中國製造的武器襲擊駐阿富汗英軍BBC中文網（页面存档备份，存于）
- 德國逮捕了多名基地組織成員；該組織本預定於近日以炸藥攻擊德國法蘭克福國際機場。BBC中文網（页面存档备份，存于） 新华网

## 9月3日
- 持续了14年的缅甸制宪国民大会闭幕，确定了宪法的制定原则，宣布将实行多党议会制以及市场经济制度。新华网（页面存档备份，存于）
- 美国总统布什率国务卿康多莉扎·赖斯、总统国家安全事务顾问斯蒂芬·哈德利、国防部长罗伯特·盖茨、美军参谋长联席会议主席彼得·佩斯、美军中东司令部最高长官威廉·法伦等人突访伊拉克。訪問期間，布希宣稱將考慮減少美軍駐防伊拉克的人數。解放网中央通訊社世界頭條
- 英國金融時報報導，中國人民解放軍六月間對美國國防部進行網路攻擊，致使國防部長蓋茲辦公室的部分電腦系統關閉逾一週。中國於隔日表示「毫無根據」。自由電子報
- 巴拿馬運河擴建工程正式動工。自由電子報
- 俄罗斯12架战略轰炸机在北极上空举行军事演习。其中包括图-95M型轰炸机。21CN
- 日本农林水产大臣远藤武彦决定引咎辞职。前环境大臣若林正俊将接任。新华网 Archive.today的存檔，存档日期2013-04-28人民网（页面存档备份，存于）中国日报（页面存档备份，存于）
- 朝鮮指美國指同意把朝鮮從支持恐怖主義國家黑名單上刪除。BBC中文網（页面存档备份，存于）
- 美富豪冒险家史蒂夫·福塞特（Steve Fossett）驾驶一架单引擎飞机短途飞行时失踪。纽约时报头条（页面存档备份，存于）、BBC国际头条（页面存档备份，存于）、华盛顿邮报（页面存档备份，存于）自由電子報

## 9月2日
- “费利克斯”已升级为超强五级飓风，北美地区全面戒备。人民网（页面存档备份，存于）
- 委内瑞拉总统查韦斯表示，如果选民支持取消总统任期限制，他将继续执政直至2027年。CCTV（页面存档备份，存于）
- 黎巴嫩政府军于下午完全攻占了北部“伊斯兰法塔赫”的巴里德河难民营。新华网
- 巴勒斯坦民族权力机构主席阿巴斯在约旦河西岸城市拉姆安拉宣布修改巴勒斯坦选举法，哈马斯发言人在加沙地带发表声明说，阿巴斯修改选举法的决定是“非法的”。新华网（页面存档备份，存于）
- 印度成功发射一颗2130千克重的地球同步轨道通信卫星。新华网

## 9月1日
- 一架空中客車A380，在泰國首都曼谷的新曼谷國際機場撞向飛機庫，機翼輕微損毀。BBC中文網[]
- 伊朗伊斯兰革命卫队总司令改由贾法里准将担任。新华网 Archive.today的存檔，存档日期2013-04-28
- 日本内阁新任农林水产大臣远藤武彦爆出丑闻，但其本人拒绝辞职。中国日报（页面存档备份，存于）
- 遭中國軟禁5天的台灣新光三越少東吳昕達，下午平安返台。路透中国自由電子報中時電子報[永久]東森新聞報（页面存档备份，存于）聯合電子報中時電子報自由電子報[]
- 美国和朝鲜双边工作组第二轮会谈开始在瑞士日内瓦举行。新华网 Archive.today的存檔，存档日期2013-04-28
- 德国《被动吸烟危害保护法》在全国范围内正式生效，火车、出租车、宾馆、饭店、支线轮船和德国政府部门全面禁烟。新华网 Archive.today的存檔，存档日期2013-04-28